# Alexandre Gins
Alexandre Gins, né le 12 octobre 1911 à Paris et mort le 27 octobre 1973 à Évecquemont, est un militaire français, Compagnon de la Libération. En 1940, il se rallie à la France libre et, après avoir été formé au sein de la Royal Air Force, participe à des missions de bombardement au-dessus de la France. Abattu par la défense anti-aérienne en 1943, il est maintenu en captivité en Pologne pendant plus d'un an avant de réussir à s'évader.

## Biographie

### Jeunesse et engagement
Alexandre Gins naît le 12 octobre 1911 à Paris au sein d'un couple d'antiquaire. Suivant les traces de ses parents, il exerce à son tour le métier d'antiquaire et se spécialise dans la céramique chinoise. D'octobre 1931 à octobre 1932, il effectue son service militaire dans l'aviation.

### Seconde Guerre mondiale
Au début de la Seconde Guerre mondiale, il est mobilisé comme sergent à la base aérienne de Villacoublay puis est transféré à la base aérienne d'Évreux où il suit des cours de pilotage. Ayant entendu l'appel du 18 juin 1940 du général de Gaulle, il profite d'être démobilisé en juillet suivant pour tenter de rejoindre l'Angleterre. Passé en Espagne en traversant les Pyrénées, il arrive à Barcelone le 16 novembre 1940 et, ayant pris contact avec le consulat britannique, s'engage dans les forces françaises libres. Parvenu à Londres en février 1941, il est affecté aux forces aériennes françaises libres et suit une formation intensive de pilotage au sein de la Royal Air Force. Le 11 novembre 1941, sa formation terminée, il est affecté au no 88 Squadron en tant que pilote de bombardier et est promu sous-lieutenant le mois suivant.
Au cours d'une mission le 17 janvier 1943, il est contraint de poser son appareil en catastrophe à la suite d'un incident technique. Blessé à la colonne vertébrale, il doit porter un plâtre et rester au sol pendant trois mois. Le 11 mai suivant, il est affecté au groupe de bombardement Lorraine. Au sein de sa nouvelle unité, il effectue neuf missions de guerre au-dessus de la France, bombardant notamment l'aciérie de Denain. Le 2 septembre 1943, en mission au-dessus de Dieppe, son avion est touché par la Flak et contraint d'atterrir dans les lignes ennemies. Fait prisonnier, il est interné au Stalag Luft III de Żagań, en Pologne. Déplacé dans un autre camp, il profite d'une attaque aérienne le 10 avril 1945 pour s'évader et, après plusieurs jours à se cacher dans les bois, il réussit à rejoindre les lignes alliées. Rapatrié en France à la fin du mois de mai 1945, il retrouve le groupe Lorraine le mois suivant avant d'être démobilisé en février 1946 avec le grade de capitaine.

### Après-Guerre
Retiré dans les Alpes-Maritimes, Il devient horticulteur et céramiste. Alexandre Gins meurt le 27 octobre 1973 à Évecquemont, dans les Yvelines, et est inhumé au cimetière du Montparnasse à Paris.

## Décorations
|  |  |  |  |  |  |
|  |  |  |  |  |  |

| Officier de la Légion d'honneur | Officier de la Légion d'honneur | Officier de la Légion d'honneur | Compagnon de la Libération Par décret du 17 novembre 1945 | Compagnon de la Libération Par décret du 17 novembre 1945 | Compagnon de la Libération Par décret du 17 novembre 1945 | Croix de guerre 1939-1945                               | Croix de guerre 1939-1945                               | Croix de guerre 1939-1945                               |                                                         |                                                         |                                                         |
| Médaille des évadés             | Médaille des évadés             | Médaille des évadés             | Médaille des évadés                                       | Médaille des évadés                                       | Médaille des évadés                                       | Médaille commémorative française de la guerre 1939-1945 | Médaille commémorative française de la guerre 1939-1945 | Médaille commémorative française de la guerre 1939-1945 | Médaille commémorative française de la guerre 1939-1945 | Médaille commémorative française de la guerre 1939-1945 | Médaille commémorative française de la guerre 1939-1945 |